# ジョイフル

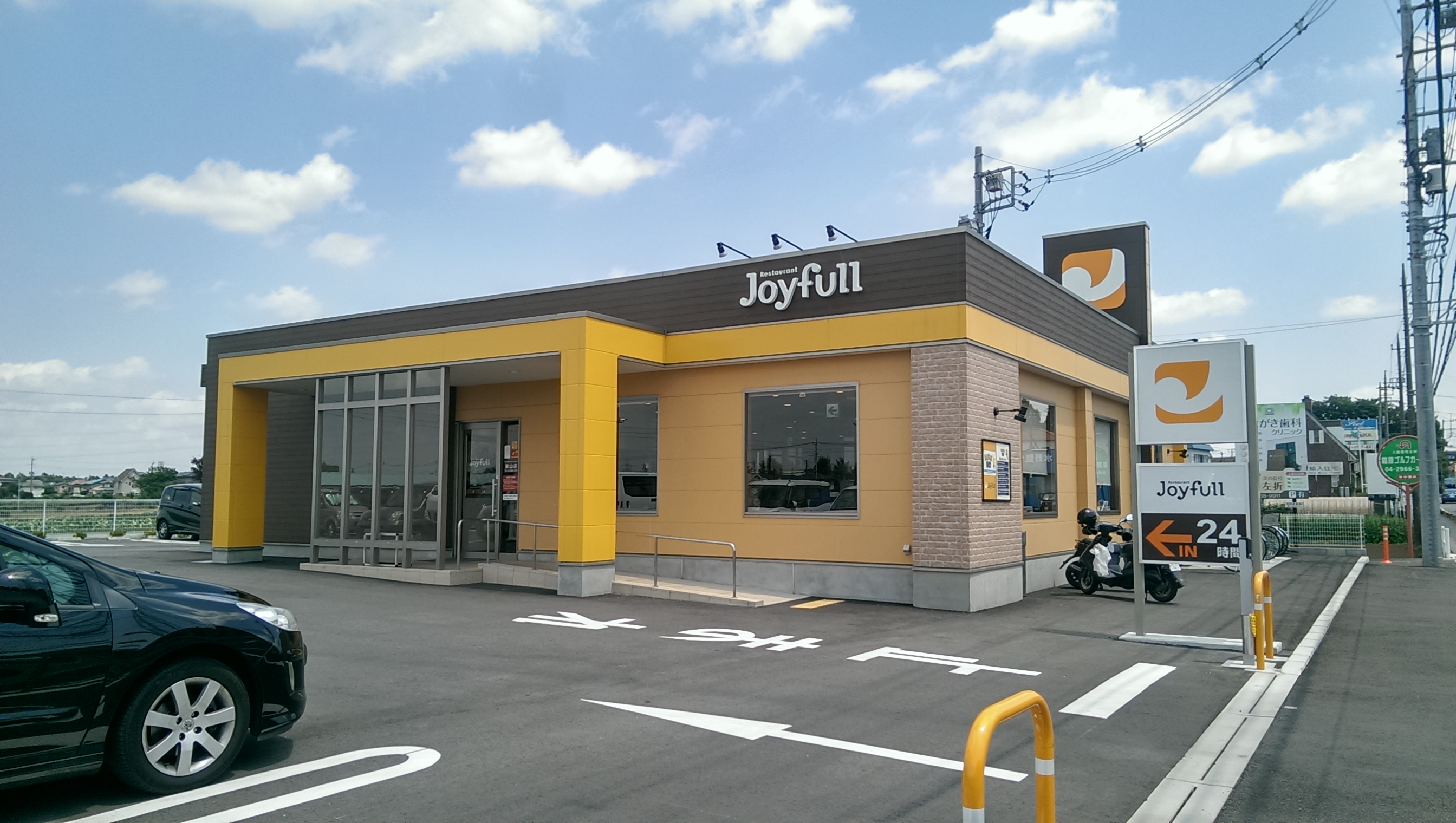
ジョイフル狭山店（埼玉県狭山市）

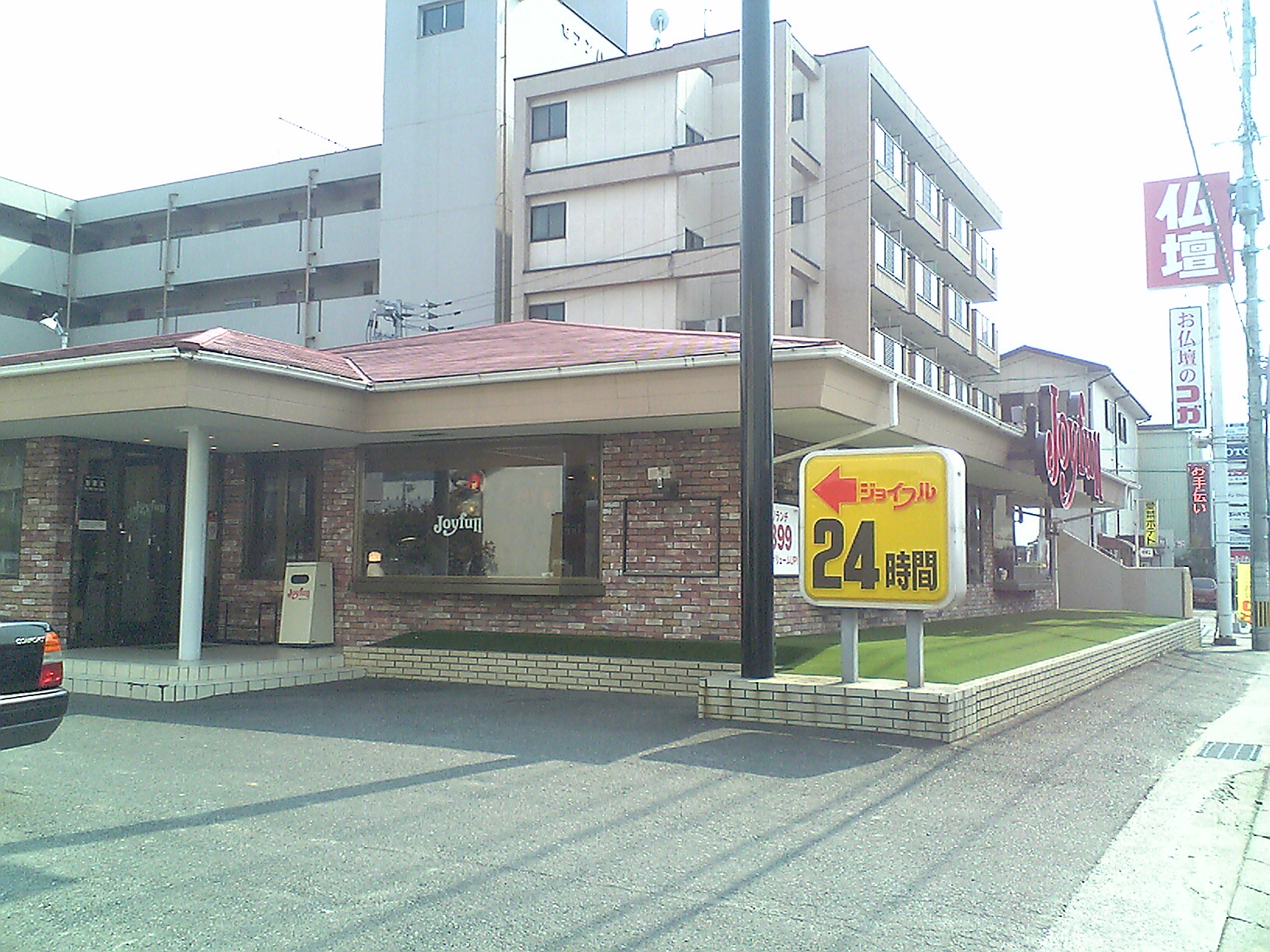
ジョイフル前原店（福岡県糸島市）

株式会社ジョイフル（Joyfull Co., Ltd.）は、本社を大分県大分市に置き、九州を中心にファミリーレストラン「ジョイフル」をチェーン展開するチェーンストアを子会社に持つ持株会社である。

## 概要
1号店は、1979年（昭和54年）2月に大分県大分市萩原に開店した萩原店（敷地、店舗は存続しているものの、1998年（平成10年）に改築されたため、開店当時の建物は現存しない）。
一時期別府市の老舗ホテル・亀の井ホテル等を運営する株式会社亀の井ホテル（現株式会社アメイズ）を傘下にしていた。1994年に買収したが、本業集中のため2002年にジョイフル創業者で当時の社長だった穴見保雄（一部は当時の亀の井ホテル社長の古川功）が株式（約95%の株式を保有していた）を引き取り、グループを離れた。
2009年シーズンまでJリーグの大分トリニータのオフィシャル・パートナーであった。トリニータがJ2に降格した2010年シーズン以降もアドボード・スポンサー等となっている。
2003年度から数年間テレビアニメ『パワーパフガールズ』のキャラクターをイメージキャラクターに採用し、その後も『仮面ライダーシリーズ』・『プリキュアシリーズ』（2007 - 2009年）とタイアップしキャンペーン展開をしていた。
その後しばらくはイメージキャラクターの採用及びタイアップは行っていなかったが、2022年からYouTuberのヒカル、2023年から現在までタレントの秋山竜次をイメージキャラクターに起用している。また、アニメのタイアップでも2023年には『進撃の巨人』、2024年には『鬼滅の刃』のキャンペーン展開を行っている。
主要取引銀行は伊予銀行、西日本シティ銀行、大分銀行。大分銀行は大株主でもあり、ジョイフルは伊予銀行と西日本フィナンシャルホールディングスの株式を保有している。

## 沿革
1996年に、創業者で当時社長であった穴見保雄は、2006年までに1,000店舗を目指す構想を発表。しかし、メニューが肉料理中心だったため、2003年に発生したBSE問題の影響を受け、出店を抑制。2004年より不採算店舗を閉鎖、また一部の店舗で24時間営業を取りやめている。閉鎖第1号は高知県中村市（現・四万十市）の高知西中村店で、わずか3年ほどの営業だった。ただ、このときは当初約30店舗の閉鎖・約100店舗の深夜営業取りやめを予定していたものの、実際はそれより少ない数にとどまった。その後、2005年12月15日開店の高松扇町店（香川県高松市）を最後に、2008年まで直営での新規出店を一時凍結した。
2007年には中国でのチェーン展開を図り、7月23日に中国準備室を設置。2008年5月に上海に1号店を開店し
2店目も出店したものの、2009年5月末に営業を休止し、2010年4月12日に運営子会社も解散した。
2007年12月13日、穴見陽一の次期衆議院選挙立候補表明を受け、2008年1月1日付で常務の長尾一徳が社長に就任し、穴見は代表権のある会長に就任した。創業家以外では初の社長で、同時にプロパーでもない社長（長尾はサントリーフーズから送り込まれた）でもある。また同時に、代表権のある副社長に就任した井上博基もプロパーではない。その直後には、2年ぶりの直営新店舗である高知金田店（高知県高知市）を開業させている。また、郊外店の売上が伸び悩んでいる影響で、同年11月までに130店舗以上で深夜の営業を取りやめた。新たに都市部の顧客を狙うために、2008年9月に福岡・天神（福岡警固公園前店）に初めて都市部に出店した。
一方で、全店舗的に売上が低迷し、2008年下期に不採算7店舗の閉鎖を発表。これに世界同時不況が重なり、同年通期には赤字に転落した。この責任を取り2009年3月26日に長尾一徳は代表権のない社長に、穴見陽一は顧問となるとともに、井上博基はジョイフルを去って、代表権は会長の児玉幸子のみが持つことになる。また、2008年12月期の有価証券報告書によれば、不採算店舗については土地賃貸契約の期間満了をもって閉鎖することも検討すると示されているが、翌期には不採算店舗の撤退に関する文言はなくなっている。
2010年3月25日の定時株主総会をもって長尾が取締役社長を退任し、会長の児玉が社長に就任した。児玉は社長個人としてのメディア取材は一切受けず、また、公式ホームページにも写真を出さず、地元財界の会合にも出席しなかったが、2011年1月発行のジョイフル労働組合の機関誌「ジョイくみ」にて初めて顔が公開された。
2011年3月24日、穴見陽一が顧問から社長に復帰し、児玉は代表権のない会長となった。
2012年3月23日、穴見陽一の妻の穴見くるみが社長となったが、同日の定時株主総会で、共同代表制を否定し、代表取締役は1名のみとする定款改正が行われたため、代表権はなく、相談役となった陽一のみが代表権を持ち、対外的な対応をつとめていた。
2013年3月に、ロゴマークを変更。同時に、シンボルマークも新設した。また、久しく出店していなかった関東地方への出店も再開している。
2013年3月24日の定時株主総会で、穴見陽一が前年の第46回衆議院議員総選挙で当選したことを受け、共同代表制を復活させ、社長のくるみも代表権を持つこととなった。ただ、前会長の児玉幸子はこのときに取締役を退任したものの、議決権の3分の1超を保有するジョイ開発の社長であることから、顧問として今なおジョイフルへの影響力を持ち続けている。
2016年1月1日をもって持株会社体制となり、店舗運営は後述する11の地域子会社（2015年11月2日設立）に承継された。
2020年6月8日、2019新型コロナウイルスの感染拡大に伴う外出自粛が影響し業績が悪化、200店舗程度を同年7月から順次閉店することを発表した。発表時点の店舗数は713店舗。2023年6月現在、656店舗を運営している。

### 年表
- 1976年（昭和51年）5月 - 焼肉チェーン店である株式会社焼肉園として大分市旦野原に設立[27]。
- 1980年（昭和55年）9月 - 商号をジョイフルに変更。
- 1983年（昭和58年）8月 - 本社を大分市萩原に新築移転。
- 1988年（昭和63年） - 株式会社寿会館を吸収合併。
- 1989年（平成元年） - 本社を現在地に移転。
- 1990年（平成2年） - POSシステム導入
- 1993年（平成5年）6月8日- 福岡証券取引所上場。
- 1994年（平成6年）5月 - 株式会社亀の井ホテル（現 株式会社アメイズ）を子会社化。
- 1996年（平成8年）10月 - 地域子会社の株式会社関東ジョイフルを設立。以降、1999年（平成11年）8月までに地域子会社計7社（関東ジョイフルを含む）を設立。
- 2002年（平成14年）
  - 6月 - 株式会社関東ジョイフルの営業を譲り受け。以降、2004年（平成16年）6月までに他の地域子会社6社を合併。
  - 6月 - 株式会社亀の井ホテルの株式を全て売却。
  - 6月 - 単元株式数を1,000株から100株に変更。
- 2005年（平成17年） - 子会社ジョイフルサービス設立。
- 2008年（平成20年） - 中華人民共和国上海市に海外子会社「上海巧芸府餐飲有限公司」を設立。
- 2010年（平成22年） - 上海巧芸府餐飲有限公司を清算。
- 2013年（平成25年）3月 - シンボルマーク新設及びロゴマーク変更。
- 2014年（平成26年）10月 - 新ブランドタイプ1号店舗 姫路大津店を開店。
- 2015年（平成27年）
  - 4月14日 - 東京23区初出店となる赤坂店オープン[32]。
  - 11月 - ジョイフル東関東・東北等の地域子会社11社を設立。
- 2016年（平成28年）
  - 1月1日 - 持株会社体制に移行。
  - 5月 - 中華民国台北市に海外子会社「台湾珍有福餐飲股份有限公司」を設立。
  - 10月 - 子会社Rising Sun Food Systemを設立し、「ごはん処 喜楽や」事業を分社化。
- 2017年（平成29年）
  - 10月24日 - 値上げを実施[33]。
  - 10月 - ジョイフル東関西・北陸を設立。地域子会社が12社となる。
- 2018年（平成30年）
  - 2月 - 株式会社キッチンジローを子会社化。
  - 3月 - 第44期事業年度から、決算期を12月から6月に変更。
  - 6月 - 同業のフレンドリーを株式公開買付け（TOB）により子会社化[34]。
  - 9月 - 北海道初出店となる札幌東苗穂店を札幌市に開店。
  - 10月 - 福岡県築上郡築上町に建設していた福岡センターが稼動開始。
- 2020年（令和2年）
  - 10月 - ジョイフル北日本がジョイフル関東を吸収合併。ジョイフル西関西がジョイフル東関西・北陸を吸収合併してジョイフル関西に商号変更。地域子会社が10社となる。
- 2022年（令和4年）
  - 6月 - 子会社フレンドリー発行の株主優待券でもFC店舗を除く店舗で使用可能に[35]。(2023年にフレンドリーが株主優待を休止すると発表[36]したため、フレンドリーの株主優待の利用は2023年6月末で実質終了している。)
- 2023年（令和5年）7月 - キッチンジローを吸収合併[37] 。

## 子会社
株式会社フレンドリー
関西地方に27店舗（2021年6月30日現在）を展開する。かつては和食中心のファミリーレストランチェーンであったが、2020年6月までに香の川製麺を除き閉店。ジョイフル設立時にノウハウの提供を受けた。2018年6月に子会社化。2022年6月送付分から同社発行の株主優待券でもFC店舗を除くジョイフル（蕎麦焼鳥二五十、並木街珈琲、ごはん処喜楽やも含む）の店舗でも利用出来るようになっていたが、2023年からフレンドリーの株主優待は休止となったため、フレンドリーの株主優待の利用は2023年6月末で実質終了している。
株式会社ジョイフルサービス
2005年に設立された特例子会社。登記上の本店はジョイフル本社内で、ウェブサイトにも同所で記載されているが、タウンページにはそこからやや西にある大分県大分市高松東3丁目6-17で記載されている。損害保険代理業・人材派遣業を営む。
株式会社Rising Sun Food System
定食屋「ごはん処 喜楽や」を分社化するために2016年10月28日に設立、2017年1月1日付で移管。
地域子会社については、#地域子会社と営業エリア参照。

## 地域子会社と営業エリア
2020年10月1日からの体制。
- ジョイフル北日本 - 北海道、宮城県、福島県、茨城県、栃木県、群馬県、埼玉県、東京都
- ジョイフル東海 - 静岡県、愛知県、岐阜県
- ジョイフル関西 - 三重県、富山県、石川県、滋賀県、京都府、大阪府、兵庫県、奈良県、和歌山県
- ジョイフル中国 - 鳥取県、島根県、岡山県、広島県、山口県（柳井市以東）
- ジョイフル四国 - 徳島県、香川県、愛媛県、高知県
- ジョイフル北九州 - 山口県（光市以西）、福岡県（北九州地方（豊前市、北九州高須店（北九州市若松区）、木屋瀬店（同八幡西区）、遠賀郡を除く）、田川市、田川郡）
- ジョイフル中九州 - 福岡県（福岡地方、筑豊地方（田川市、田川郡を除く）、北九州高須店、木屋瀬店、遠賀郡、筑後地方の筑後川以北と久留米市の一部、佐賀県（唐津市（佐賀相知店を除く）鳥栖市、佐賀玄海店）
- ジョイフル東九州 - 福岡県（豊前市のみ）、大分県、宮崎県（日向市以北）
- ジョイフル西九州 - 福岡県（筑後地方のうち中九州管内を除く）、佐賀県（中九州管内を除く）、熊本県、長崎波佐見店
- ジョイフル南九州 - 宮崎県（児湯郡以南）、鹿児島県（九州本土）

### かつての地域子会社と営業エリア

#### 2015年まで
- ジョイフル本社 - 山口県、福岡県、佐賀県、熊本県、大分県、宮崎県、鹿児島県、愛媛県南予地方、高知県
- 中国ジョイフル（岡山県倉敷市、2002年11月1日合併） - 岡山県、広島県、香川県、愛媛県川之江市（現・四国中央市）、兵庫県姫路市
- 近畿ジョイフル（滋賀県大津市、2004年6月1日合併） - 滋賀県、京都府、大阪府、兵庫県（姫路市・加古川市を除く）、奈良県、和歌山県
- 北陸ジョイフル（石川県金沢市、2004年6月1日合併） - 富山県、石川県、福井県
- 中部ジョイフル（愛知県豊橋市、2004年6月1日合併） - 静岡県、愛知県、岐阜県、三重県
- 関東ジョイフル（東京都青梅市、2002年6月1日ジョイフル本社に営業譲渡、清算） - 栃木県、群馬県、埼玉県、東京都
- 東京ジョイフル（千葉県松戸市、2004年6月1日合併） - 茨城県、千葉県
- 東北ジョイフル（宮城県仙台市泉区、2004年6月1日合併） - 宮城県

1996年から1999年にかけて設立。2002年から2004年にかけて吸収合併した。ジョイフル本社は地域子会社と区別するため「九州ジョイフル」と呼ばれていた。地域子会社の資本金は中部が2億円、東北が1億5000万円、それ以外が1億円だった。ジョイフル本社の地域子会社の出資比率は90%で、残りの10%は当該地域子会社の社長が保有していた。合併直前の2004年2月に株式交換で完全子会社となった。
中国ジョイフルの社長は、後にジョイフルの社長を務めた穴見陽一であった。その関係で合併当初は中国事業部として本社とは切り離された運営がなされていた。中国事業部時代の2003年に加古川市安田地区（明姫幹線安田交差点・マックスバリュ安田店）に出店している。しかし、2004年には全国一社体制になることから、権限を縮小され中国管理部と改称した。2005年3月に廃止され、現在倉敷市の旧中国ジョイフル本社ビルは1階にジョイフル倉敷本店、3階に中国エリア事務所がある。
なお、合併後近畿以東の管理部門は一時期大阪府に新設した事務所（詳細な場所は非公表）にて行っていたが、その後、管理統制機能の全てが大分の本社に集約された。

#### 2016年から2017年まで
2016年1月1日から2017年12月31日までの体制。いずれも本店はジョイフル本社内。なお、中四国・九州地区に関しては2020年10月以降と同じため省略。
- ジョイフル東関東・東北 - 宮城県、福島県、栃木県、茨城県、千葉県
- ジョイフル西関東・北陸 - 群馬県、埼玉県、東京都、富山県、石川県、福井県、岐阜県（飛騨地方のみ）
- ジョイフル東海 - 静岡県、愛知県、岐阜県（飛騨地方を除く）、三重県
- ジョイフル近畿 - 滋賀県、京都府、大阪府、兵庫県、奈良県、和歌山県

#### 2018年から2020年9月まで
2018年1月1日から2020年9月30日までの体制。なお、中四国・九州地区に関しては2020年10月以降と同じため省略。
- ジョイフル北日本（旧ジョイフル東関東・東北） - 北海道、宮城県、福島県
- ジョイフル関東（旧ジョイフル西関東・北陸） - 茨城県、栃木県、群馬県、埼玉県、東京都、神奈川県
- ジョイフル東海 - 静岡県、愛知県、岐阜県
- ジョイフル東関西・北陸（新設） - 三重県、富山県、石川県、福井県、滋賀県、京都府
- ジョイフル西関西（旧ジョイフル近畿） - 大阪府、兵庫県、奈良県、和歌山県

## 店舗

### 店舗の特徴
- 各店舗玄関の表札に開業年月日を記載している。
- 2018年6月現在、直営店732店のうち、空気を遮断した完全分煙は4割強で、全面禁煙は4店舗である。5割強の店舗では、禁煙エリアと喫煙エリアの空気が遮断されていない[42]。
- 近年、ロイヤルホストやすかいらーくグループなどの競合他社では全店舗での24時間営業の廃止をすすめている[43]が、ジョイフルは、2004年から一部店舗で24時間営業を取り止めており[15]、近年も数十店規模で順次24時間営業を取り止めている[44][45]ものの、全店舗での廃止には至っていない。
- 居抜き物件を含む[46]新規出店用の物件を募集している[47]。

### 現在営業している店舗
- 最北端かつ最東端店舗：気仙沼松川前店（宮城県気仙沼市）
- 最南端かつ最西端店舗：宮古店（沖縄県宮古島市）
- 最西端直営店舗：佐賀伊万里店（佐賀県伊万里市）
- 最南端直営店舗：指宿山川店（鹿児島県指宿市）

(注)九州離島はフランチャイズ契約の為、上記店舗となる。

### 過去に存在したジョイフルの店舗
市町村名は閉鎖時点のもの。
北海道
- 札幌東苗穂店（札幌市東区）[48]

宮城県
- 仙台南インター店（仙台市太白区）[49]
- 富谷店（富谷市）[50]
- 塩釜店（塩竈市）[51]
- 気仙沼店（気仙沼市） - 東日本大震災で被災し、早期の営業再開は不可能として2011年6月1日付で一時閉店。なお同店は最北端かつ最東端の店舗だった。2011年9月20日付で完全閉店[52]。2013年10月25日、気仙沼内陸部にジョイフル気仙沼松川前店として実質移転出店。再び最北端かつ最東端の店舗となった[注 2]。

福島県
- 郡山田村店（郡山市）[49]森永乳業郡山工場跡地。
- 郡山富田店（郡山市）[49]

茨城県
- 筑西店（筑西市）[49]
- 潮来店（潮来市）[49]
- 水戸店（水戸市）[53]
- 水戸笠原店（水戸市）[49]
- 総和町店（古河市）[49]
- 阿見店（阿見町）[54]
- 牛久店（牛久市）[55]
- 石岡店（石岡市）[56]

栃木県
- 宇都宮越戸店（宇都宮市）[49]NTT東日本-栃木の跡地。
- 宇都宮簗瀬店（宇都宮市）[49]
- 宇都宮岡本店（宇都宮市）[49]
- 宇都宮石井店（宇都宮市）[49]
- 鹿沼店（鹿沼市）[49]
- 佐野店（佐野市）[49]
- 足利店（足利市）[49]
- 大田原店（大田原市）[49]
- 栃木大平店（小山市）[56]

群馬県
- 前橋本町店（前橋市）[57]
- 前橋大利根店（前橋市）[49]
- 渋川店（渋川市）[49]
- 伊勢崎店（伊勢崎市）[49]
- 太田店（太田市）[49]
- 沼田店（沼田市)[58]

埼玉県
- さいたま吉野店（さいたま市北区）[49]
- 埼玉所沢店（所沢市）[49]
- 深谷店（深谷市）[49]
- 本庄南店（本庄市）[49]

千葉県
- 旭店（旭市）[49]
- 千葉我孫子店（我孫子市）[49] もと個人宅。現在は「セブンイレブン我孫子中里店」。
- 八千代店（八千代市）[49]
- 成田並木町店（成田市）[49]

東京都
- 赤坂店（港区）[55]
- 町田多摩境店（町田市）[59]
- 青梅末広店（青梅市）[60]

神奈川県
- 横浜あざみ野店（横浜市青葉区）[49]

静岡県
- 菊川えんてつSC店（菊川市）[61]

愛知県
- 尾張七宝店（あま市）[49]
- 田原谷熊店（田原市）[49]
- 尾張清須店（清須市）[49]
- 岡崎暮戸店（岡崎市）[49]
- 津島愛宕店（津島市）[49]
- 扶桑高木店（扶桑町）[49]
- 高浜湯山店（高浜市）[62]

岐阜県
- 岐阜折立店（岐阜市）[49]
- 岐阜芥見店（岐阜市）[49]
- 各務原店（各務原市）[49]
- 安八店（安八町）[49]

富山県
- 富山飯野店（富山市）[63]
- 高岡戸出店（高岡市）[49]

石川県
- 南新保店（金沢市）[49]
- 神田店（金沢市）[64]

福井県
- 福井南店（福井市）[65]

三重県
- 名張中央店（名張市）[49]

滋賀県
- 長浜インター店（長浜市）[66]
- モンデクール長浜駅前店（長浜市）[66]
- 滋賀守山店（守山市）[67]
- 近江八幡店（近江八幡市）[68]
- 滋賀彦根店（彦根市）[49][69]
- イオンタウン湖南店（湖南市）[70]

京都府
- 京都西京極店（京都市右京区）[49]花屋町通西口（葛野大路通との交差点）の東側。
- 京都桂店（京都市西京区）[49]
- 京都伏見店（京都市伏見区）[49]
- 京都久御山店（久御山町）[49]
- 京都亀岡店（亀岡市）[71]
- 京都井手町店（井手町）[72]

大阪府
- 大阪和泉店（和泉市）[73]
- 大阪阪南店（阪南市）[49]
- 柏原片山店（柏原市）[49]

兵庫県
- 神戸山田店（神戸市北区）[49]
- ビエラ明舞店（神戸市垂水区）[49]　跡地には整形外科が入っている。[74]
- 加古川志方店（加古川市）[49]志方町唯一の全国チェーンの飲食店であった。
- 兵庫山崎店（宍粟市）[49]
- 東相生店（相生市）[49]
- 姫路飾西店（姫路市）[49]
- 姫路大津店（姫路市）[75]

奈良県
- 奈良葛城店（葛城市）[49]
- 法隆寺インター店（河合町）[76]
- 天理インター店（天理市）[77]

島根県
- 松江黒田（松江市）[49]
- 平田店（出雲市）[78]

岡山県
- 岡山北長瀬店（岡山市北区）[49]
- 津山中央店（津山市）[49]
- 倉敷インター店（倉敷市）[79]

広島県
- 広島八木店（広島市安佐南区）[80]
- 広島八幡店（広島市佐伯区）[49]
- 五日市店（広島市佐伯区）[81]
- 廿日市店（廿日市市）[82]
- 広島大野店（廿日市市）[49]
- 廿日市宮内店（廿日市市）[49]
- 西条東店（東広島市）[49]
- 西条中央店（東広島市）[49]
- 尾道美ノ郷店（尾道市）[49]
- 三原店（三原市）[83]

山口県
- 光店（光市）[49]
- 西徳山店（周南市）[49]
- 宇部中央店（宇部市）[84]

香川県
- 上福岡店（高松市）[85]
- 宇多津店（宇多津町）[86]

徳島県
- 徳島国府店（徳島市）[49]

愛媛県
- 松山石井店（松山市）[87]
- 愛媛八幡浜店（八幡浜市）[49]
- 宇和島並松店（宇和島市）[49]
- 今治大西店（今治市）[49]
- 愛媛西大洲店（大洲市）[88]
- 愛媛内子店（喜多郡内子町）[88]
- 愛媛野村店（西予市）[88]

高知県
- 高知須崎店（須崎市）[89]
- 高知窪川店（高岡郡窪川町）[88]
- 土佐清水店（土佐清水市）[88]

福岡県
- 福岡西月隈店（福岡市博多区）[49]
- 福岡東平尾店（福岡市博多区）[90]
- 金隈店（福岡市博多区）[91]
- 福岡土井店（福岡市東区）[92]
- 福岡筥松店（福岡市東区）[49]
- 福岡松島店（福岡市東区）[49]
- 福岡蒲田店（福岡市東区）[49]
- 福岡田尻店（福岡市西区）[49]
- 福岡今宿店（福岡市西区）[49]
- 姪浜店（福岡市西区）[53]
- 小倉井堀店（北九州市小倉北区）[93]
- 北九州高野店（北九州市小倉南区）[94]
- 八幡ホテル内店（北九州市八幡東区）[95]
- 門司大里店（北九州市門司区）[49]
- 福岡津屋崎店（福津市）[49]
- 那珂川山田店（那珂川市）[49]
- 北九州勝山店（みやこ町）[49]
- 大牟田三池店（大牟田市）[49]
- 前原加布里店（糸島市）[49]
- 春日平田台店（春日市）[49]
- 福岡桂川店（飯塚市）[49]
- 中間垣生店（中間市）[49]
- 大牟田岬店（大牟田市）[49]
- 大野城御笠川店（大野城市）[96]
- 福岡小郡店（小郡市）[97]
- ジョイフルジュニア 福岡甘木インターホテル内店（朝倉市）[98]
- 宮田店[99]（宮若市） - 移転店舗として福岡宮若店が2017年3月13日に新たに開店した。

佐賀県
- 佐賀鍋島店（佐賀市）[49]
- 佐賀巨勢店（佐賀市）[49]
- 佐賀大和店（佐賀市）[49]
- 佐賀八戸店（佐賀市）[100]
- 佐賀小城店（小城市）[101]
- 鳥栖真木店（鳥栖市）[102]
- 佐賀玄海店（玄海町）[49]
- 佐賀伊万里店（伊万里市）[49]
- 佐賀神埼店（神埼市）[49]
- 三田川店（吉野ヶ里町）[49]
- 佐賀相知店（唐津市）[49]
- 佐賀浜玉店（唐津市）[49]
- 佐賀多久店（多久市）[103]
- 佐賀川副店（佐賀郡川副町）[88]
- 佐賀久保田店（佐賀郡久保田町）[88]
- 佐賀福富店（杵島郡福富町）[88]

長崎県
- 長崎滑石店（長崎市）[104]
- 戸町店（長崎市）[105]
- 南長崎店（長崎市）[49]
- 長崎立岩店（長崎市）[49]
- 諫早駅前店（諫早市）[49]
- 佐世保中里店（佐世保市）[106]

熊本県
- 熊本戸島店（熊本市東区）[49]
- 東熊本店（熊本市東区）[49]
- 保田窪店（熊本市東区）[49]
- 熊本芦北店（芦北町）[49]
- 熊本水俣店（水俣市）[49]
- 阿蘇赤水店（阿蘇市）[49]
- 熊本西原店（西原村）[107]

大分県
- 大分駅南口店（大分市）[49]
- ジョイフルエクスプレス 大分中央町店（大分市）[49]
- 大分田尻店（大分市）[49]
- 大在店（大分市）[49]
- 大分新川店（大分市）[108]
- 敷戸店（大分市）[109]
- 米良バイパス店（大分市）[110]
- 佐賀関店（大分市） - 2008年9月に閉店。2008年10月27日に営業再開[111]するも、2018年5月14日に再度閉店[112]。
- 亀の井店 （別府市）[113]

宮崎県
- 宮崎木花台店（宮崎市）[114]
- 宮崎南バイパス店（宮崎市）[115]
- 宮崎大工町店（宮崎市）[116]
- 宮崎清武店（宮崎市）[117]
- 青島店（宮崎市）[49]
- 住吉店（宮崎市）[49]
- 延岡店（延岡市）[49]
- 延岡出北店（延岡市）[49]
- 宮崎綾店（綾町）[49]

鹿児島県
- 鹿児島南栄店（鹿児島市）[49]
- 鹿児島喜入店（鹿児島市）[49]
- 鹿児島吹上店（日置市）[49]
- 伊集院中川店（日置市）[49]
- 阿久根店（阿久根市）[118]
- 指宿今和泉店（指宿市）[88]
- 鹿児島知覧店（川辺郡知覧町）[88]
- 鹿児島牧之原店（姶良郡福山町）[88]

沖縄県
- じょうがく店（那覇市）[49]
- よなばる店（与那原町）[119]
- 美留店（恩納村）[120]
- 大山店（宜野湾市）[121]

上海市
- 華山路店[122]（中国上海市、2009年5月28日に閉店）
- 田林路店（中国上海市、閉店）
  - 中国法人「上海巧芸府餐飲有限公司」が運営していたが、2009年5月30日をもって営業中止になった[18][19]。前述の通り、同社は2010年4月12日に解散[20]。

## ジョイフル以外の業態
新業態として、2005年3月22日に福岡県筑紫野市に開店した1号店を皮切りに、ショッピングセンターのフードコート内に出店する「ジョイフルQ」と「はらぺこ丸」の展開を開始。しかし、1号店は2007年に閉店。大分市に残っていたはらぺこ丸の店舗は、2016年にリニューアルしてごはん処 喜楽やとなっている。また、沖縄県内でFC展開する「ミニジョイフル」は、「ジョイフルQ」と同様にフードコートへの出店である。
旬菜ブッフェ陽菜多（大分県大分市碩田町） - バイキングレストラン。2018年4月に閉店。業態転換し、同年7月に並木街珈琲として開店。
ごはん処 喜楽や - 定食屋。2017年1月1日に子会社の株式会社Rising Sun Food Systemに移管された。
- 萩原店（大分県大分市牧）
- 鶴崎店
- 別府店
- 稙田店（大分県大分市上宗方、閉店）
- 南大分店（閉店）
- 下郡店（閉店）
- 日田店（閉店）
- 臼杵店（閉店）
- 三重町店（閉店）
- 大在須賀店（閉店）

ミニジョイフル - 沖縄地区でFC展開する総合スーパー「サンエー」が店舗内で展開。
- サンエー那覇メインプレイス店
- サンエー具志川メインシティ店
- サンエー西原シティ店
- サンエー経塚シティ店
- サンエー豊見城ウイングシティ店
- サンエー石川ショッピングタウン店
- サンエー浦添西海岸パルコシティ店

## 不祥事
- 2012年、店長だった女性が、長時間労働やパワハラが原因でうつ病になったとして、慰謝料などを求める訴訟を提起した[129][130]。
- 2015年11月、店長だった男性が、月平均残業時間が127時間にのぼる過労が原因で心疾患を発症したとして、損害賠償請求訴訟を大阪地方裁判所に提起した[129][130][131]。

## 創業家が経営する企業
いずれも現在は資本関係はない。
- アメイズ（旧：亀の井ホテル） かつては子会社であったが、2002年6月に全株式を手放したため、資本関係はない[132]。しかし、関連当事者（役員及びその近親者が議決権の過半数を所有している会社等）として取引を行っている[1]。また、グループホテル内にジョイフル[注 3]を出店するフランチャイジーである。現在の社長は穴見陽一の実弟で、ジョイフルの同率第3位の大株主である穴見賢一。
- 有限会社グッドイン - ビジネスホテル経営。前社長・穴見陽一の実母かつ前会長・児玉幸子の実姉でジョイフルの第8位の大株主である穴見加代が社長[133][28]。
- 有限会社ジェイズ - パチンコ店経営。穴見賢一が社長をしていた[134][28]。

## CMソング
- Joyful Day（相川理沙、2008年3月から[要出典]）[135][136]